# Термини Имерезе
Тѐрмини Имерѐзе (на италиански: Termini Imerese; на сицилиански: Tèrmini, Термини) е пристанищен град и община в Южна Италия, провинция Палермо, автономен регион и остров Сицилия. Разположен е на брега на Тиренско море. Населението на общината е 27 062 души (към 2012 г.).